# 3-сфера

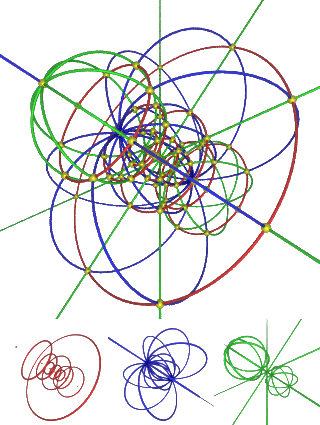
Стереографічні проєкції паралелей гіперсфери (червона), меридіанів (синій) і гіпермерідіанів (зелений). У зв'язку з конформними властивостями стереографічної проєкції криві перетинаються одна з одною ортогонально (у жовтих точках), як в 4D. Всі криві є колами: криві, які перетинаються <0,0,0,1> мають нескінченний радіус (тобто є прямими).

3-сфера — багатовимірний аналог сфери. Складається з множини точок, рівновіддалених від фіксованої центральної точки в чотиривимірному евклідовому просторі. Так само, як звичайна сфера (або 2-сфера) з двовимірною поверхнею, яка є границею кулі в трьох вимірах, 3-сфера є об'єктом з трьома вимірами, являючи собою форму границі кулі в чотирьох вимірах.
3-сфера також називається «гломусом» або «гіперсферою», хоча термін «гіперсфера» може в загальному випадку позначати будь-яку n-сферу для n ≥ 3.

## Означення (координатне)
У координатах, 3-сфера з центром (C0, C1, C2, C3) та радіусом r є множиною всіх точок (x0, x1, x2, x3) у дійсному, 4-вимірному просторі (R4) таких що
{\displaystyle \sum _{i=0}^{3}(x_{i}-C_{i})^{2}=(x_{0}-C_{0})^{2}+(x_{1}-C_{1})^{2}+(x_{2}-C_{2})^{2}+(x_{3}-C_{3})^{2}=r^{2}.}
{\displaystyle S^{3}=\left\{(x_{0},x_{1},x_{2},x_{3})\in \mathbb {R} ^{4}:x_{0}^{2}+x_{1}^{2}+x_{2}^{2}+x_{3}^{2}=1\right\}.}
Часто корисно розглядати R4 як простір двох комплексних змінних (C2) або кватерніонів (H).